# Hardi Jaafar
Hardi Jaafar (Ipoh, Perak; 30 de mayo de 1979) es un exfutbolista malasio que jugaba en la posición de centrocampista.

## Carrera

### Club
| Periodo   | Club            | Apariciones | Goles |
| --------- | --------------- | ----------- | ----- |
| 1999–2003 | Melaka Telekom  | 72          | 9     |
| 2004      | Selangor FA     | 21          | 3     |
| 2005–2007 | Melaka Telekom  | 41          | 10    |
| 2007–2008 | Perak FA        | 30          | 2     |
| 2009–2011 | Selangor FA     | 53          | 11    |
| 2012–2014 | Felda United FC | 12          | 2     |
| 2014–2016 | Perak FA        | 12          | 1     |
| 2016      | MOF FC          | 0           | 0     |

### Selección nacional
Jugó para Malasia en 29 ocasiones de 2006 a 2009 y anotó cuatro goles; participó en la Copa Asiática 2007 y en los Juegos Asiáticos de 2006.

## Logros
- Malaysia Super League: 2009, 2010
- Malaysia FA Cup: 2009
- Malasia Charity Shield: 2009

## Estadísticas

### Goles con selección nacional
| #  | Fecha      | Sede                 | Rival     | Resultado | Torneo                           |
| -- | ---------- | -------------------- | --------- | --------- | -------------------------------- |
| 1. | 23-1-2007  | Shah Alam, Malasia   | Singapur  | 1–1       | 2007 ASEAN Football Championship |
| 2. | 24-3-2007  | Colombo, Sri Lanka   | Sri Lanka | 1–4       | Amistoso                         |
| 3. | 26-3-2007  | Colombo, Sri Lanka   | Sri Lanka | 2-1       | Amistoso                         |
| 4. | 29-11-2008 | Kelana Jaya, Malasia | Singapur  | 2–2       | Amistoso                         |